# カテリナ・エモンス
カテリナ・エモンス（Kateřina Emmons , 1983年11月17日 - ）はチェコのプルゼニ出身の射撃選手。旧姓はKůrková。かつては競泳の選手だったものの膝を痛め射撃に転向した。
アテネオリンピックでは銅メダル、北京オリンピックでは金メダルと銀メダルを一枚ずつ獲得している。女子エアライフル10メートルで獲得した金メダルは全競技を通して第一号のメダルとなった。予選では満点となる400点をマークし、決勝もオリンピックレコードとなる503.5点を叩き出し、アテネで金メダルを獲得している杜麗に雪辱を果たした。
2007年6月30日にはアメリカ合衆国の射撃選手マット・エモンスとチェコのプルゼニで挙式をした。二人は2004年アテネオリンピックで出会った。現在は二人でコロラドスプリングスに住み、同都市のオリンピックトレーニングセンターで練習をしている。